# Esperance (Australie-Occidentale)
Pour les articles homonymes, voir Espérance.
Esperance est une ville située sur la côte sud de l'Australie-Occidentale, à 721 kilomètres de Perth à mi-distance entre Albany et la frontière avec l'Australie-Méridionale. En 2018, sa population était de 12 145 habitants.

## Présentation
Le tourisme occupe la majeure partie des habitants, notamment grâce aux plages situées aux abords de la ville qui sont considérées parmi les plus belles d'Australie.
Esperance est un lieu de vacances très fréquenté par les habitants de Perth ainsi qu'un point de chute apprécié le weekend par les habitants des villes minières comme Kalgoorlie-Boulder.
Il y a en effet à proximité de la ville de nombreuses plages et baies où il est possible de pratiquer la baignade, le surf ou la plongée sous-marine. Il y a aussi de nombreux lacs salés comme le lac rose (Pink Lake) qui doit sa couleur à la présence d'algues rouges vivant dans ses eaux.
Il y a cinq grands parcs nationaux situés à proximité de la ville; dont le plus célèbre est à 56 kilomètres du centre-ville, le Cape Le Grand National Park, qui offre une côte pittoresque avec une alternance de grands rochers granitiques et de plages de sable blanc. C'est un endroit apprécié des pêcheurs amateurs et des conducteurs de véhicules tout-terrain.
Esperance connaît un climat méditerranéen avec des étés chauds et secs et des hivers froids et humides. La ville est soumise à de grands écarts de température avec des journées très chaudes en été quand souffle le vent du nord et des journées très fraîches en hiver quand souffle le vent du sud, venant de la Grande Baie australienne. Les précipitations atteignent 620 millimètres par an.
Esperance est le seul port en eau profonde de la côte sud de l'Australie-Occidentale. Les grands travaux entrepris en 2002 en ont fait un port pouvant accueillir des cargos jusqu'à 180 000 tonnes. Pour l'année 2005 (juillet 2004 à juin 2005), le port a exporté 7 394 155 tonnes, dont 1,7 million de tonnes de céréales et 5,3 millions de tonnes de minerai de fer acheminé par rail depuis Koolyanobbing (en).

## Histoire
La première arrivée des Européens dans la région semble remonter à 1627 lorsque le navire néerlandais Gulden Zeepaert, commandé par François Thijssen, passe au large de la côte de l'Espérance et continue sa route jusqu'à la Grande Baie Australienne.
L'expédition française menée par Antoine Bruny d'Entrecasteaux, partie à la recherche de La Pérouse, est la premiere connue pour avoir accosté près de la ville actuelle en 1792, pour s'abriter d'une tempête. La ville elle-même a été nommée d'après une frégate de cette expédition, L'Espérance, commandée par Jean-Michel Huon de Kermadec.
La localité n'est colonisée que bien plus tard, en 1864, par les frères Dempster qui s'y établissent avec leur bétail. La ville en elle-même ne se développe qu'à partir de 1893 avec la découverte d'or dans les champs aurifères de Coolgardie et de Kalgoorlie. La municipalité est créée en 1895.
En 1979, la ville d'Esperance a infligé une amende de 400 dollars australiens à la National Aeronautics and Space Administration (NASA) des États-Unis pour « abandon de détritus sur la voie publique » après que des débris du Skylab se sont répandus sur son territoire lors de la rentrée atmosphérique. Si le président Jimmy Carter a présenté ses excuses à l'Australie, le gouvernement américain ne s'est jamais acquitté du montant de l'amende, finalement réglée par une station de radio californienne via une souscription,.